# Абрамово (Арзамасский район)
Абра́мово — село в Арзамасском районе Нижегородской области, административный центр Абрамовского сельсовета.
Рядом с селом расположен Абрамовский могильник — археологический памятник древней мордвы IV—VII веков.
Через село пролегал почтовый тракт. В селе находилась ближайшая к Болдино почтовая станция, в районе нынешних домов номер 16-20. На станцию всякий раз присылали лошадей из Болдино, когда должен был приехать Пушкин.

## Население
| 1999 | 2002  | 2010  |
| ---- | ----- | ----- |
| 1580 | ↘1483 | ↘1383 |

## Церковь в честь Рождества Иоанна Предтечи
Иоанно-Предтеченская церковь была закрыта 1937 году, а в 1975 году уничтожена. Колокольня высотой в 36 метров была частично разобрана и использовалась как водонапорная башня. В 2000-х годах началось восстановление церкви, которое было завершено к 2010 году. 12 октября архиепископ Нижегородский и Арзамасский Георгий совершил во вновь построенном храме Божественную литургию.
9 сентября 2011 года церковь была освящена. 4 июня 2012 года митрополит Георгий совершил чин освящения колокольни.

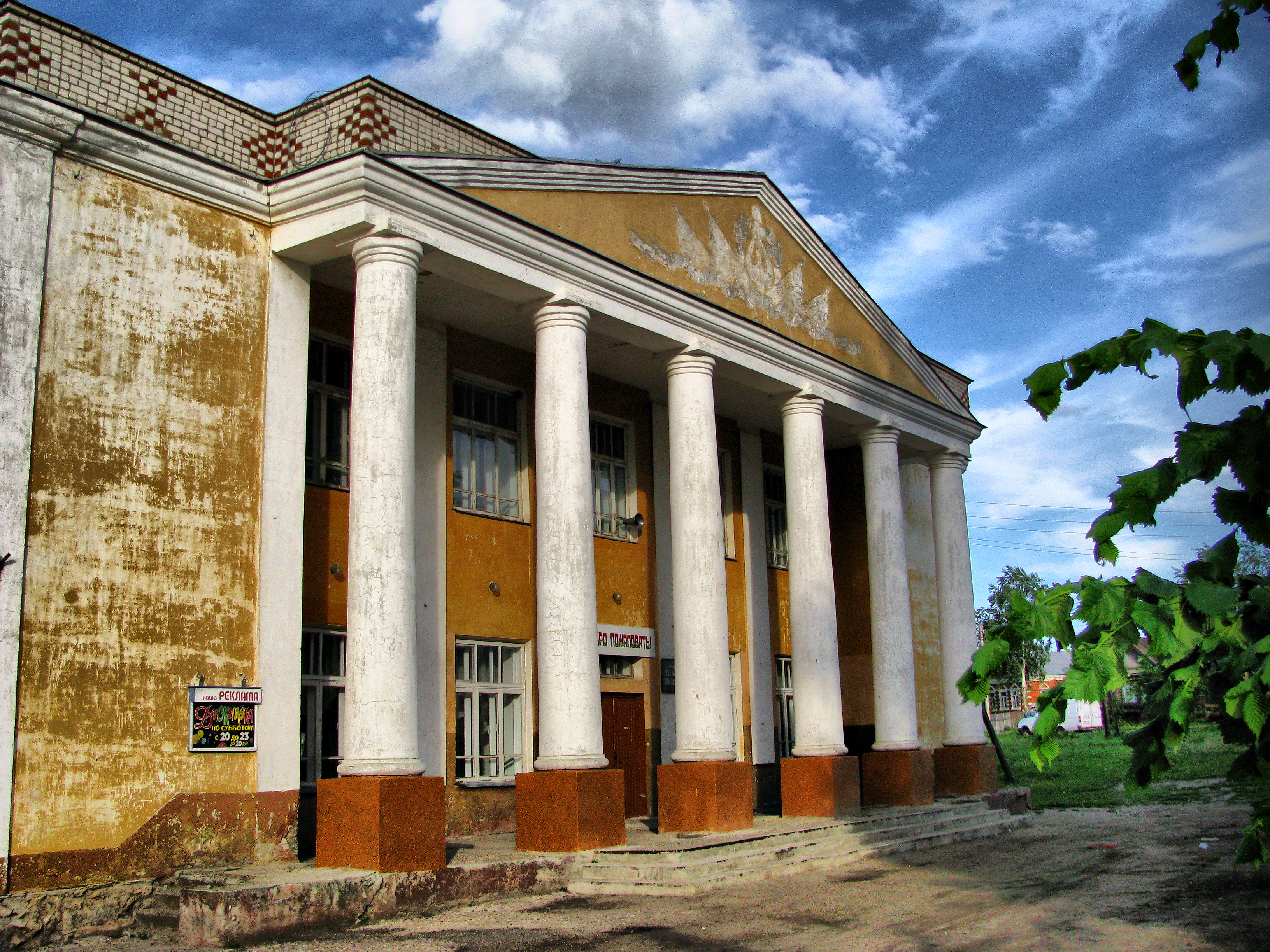
Дом культуры

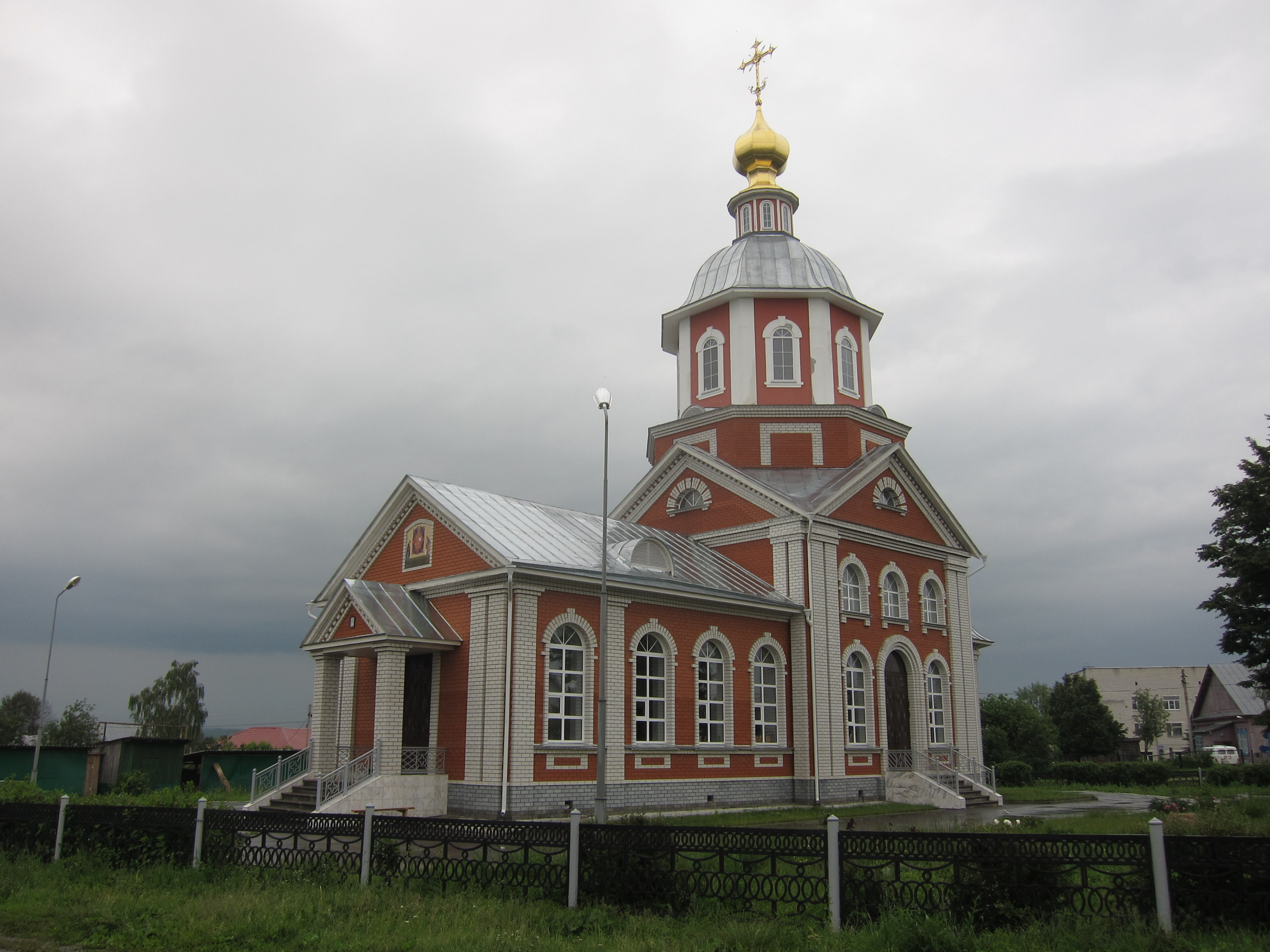
Церковь в честь Рождества Иоанна Предтечи